# ألاي (سردينيا)
ألاي، (بالإنجليزية: Allai)، (سردينيا: aillai)، هي بلدية في مقاطعة أوريستانو في إقليم سردينياالإيطالي، وتقع على بعد حوالي 80 كيلومترًا (50 ميلًا) شمال كالياري، وحوالي 25 كم (16 ميل) شرق أوريستانو.

## السكان
تطور النمو السكاني لـ ألاي (سردينيا)